# 戸祭タクシー

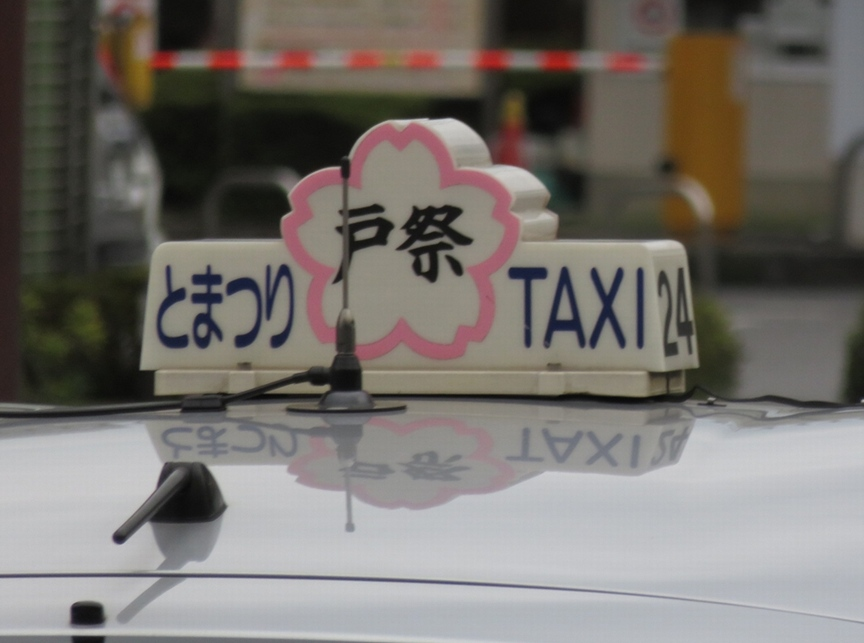
戸祭タクシーの行灯

戸祭タクシー（とまつりたくしー）は、栃木県宇都宮市中戸祭町に本社を置くタクシー事業者である。

## 概要
正式事業者名は戸祭タクシー株式会社で、2002年（平成14年）に設立された新しいタクシー事業者である。資本金は2,500万円、保有車両数は29台。
2009年（平成21年）、JA全農とちぎと提携し栃木県産農畜産物（とちおとめやとちぎ和牛など）の地産地消を応援するタクシー広告を後部ドアやリアガラスに掲示し、全国でも例の無い試みとして地元で話題となった。

## 沿革
- 2002年（平成14年）8月6日 - 10台で営業申請許可を取得。
- 2002年（平成14年）9月25日 - 戸祭タクシー株式会社設立。
- 2009年（平成21年）3月5日 - JA全農とちぎと提携し、地産地消を応援する宣伝広告をタクシー車両に掲示。

## 参考資料
1. ↑  戸祭タクシー公式HP『地産地消を応援』の新聞記事に拠る。
2. ↑  下野新聞SOON Weekly経済ニュース（2009/03/06）『地産地消を広告でＰＲ　ＪＡが戸祭タクシーと提携』